# Calliandra parvifolia

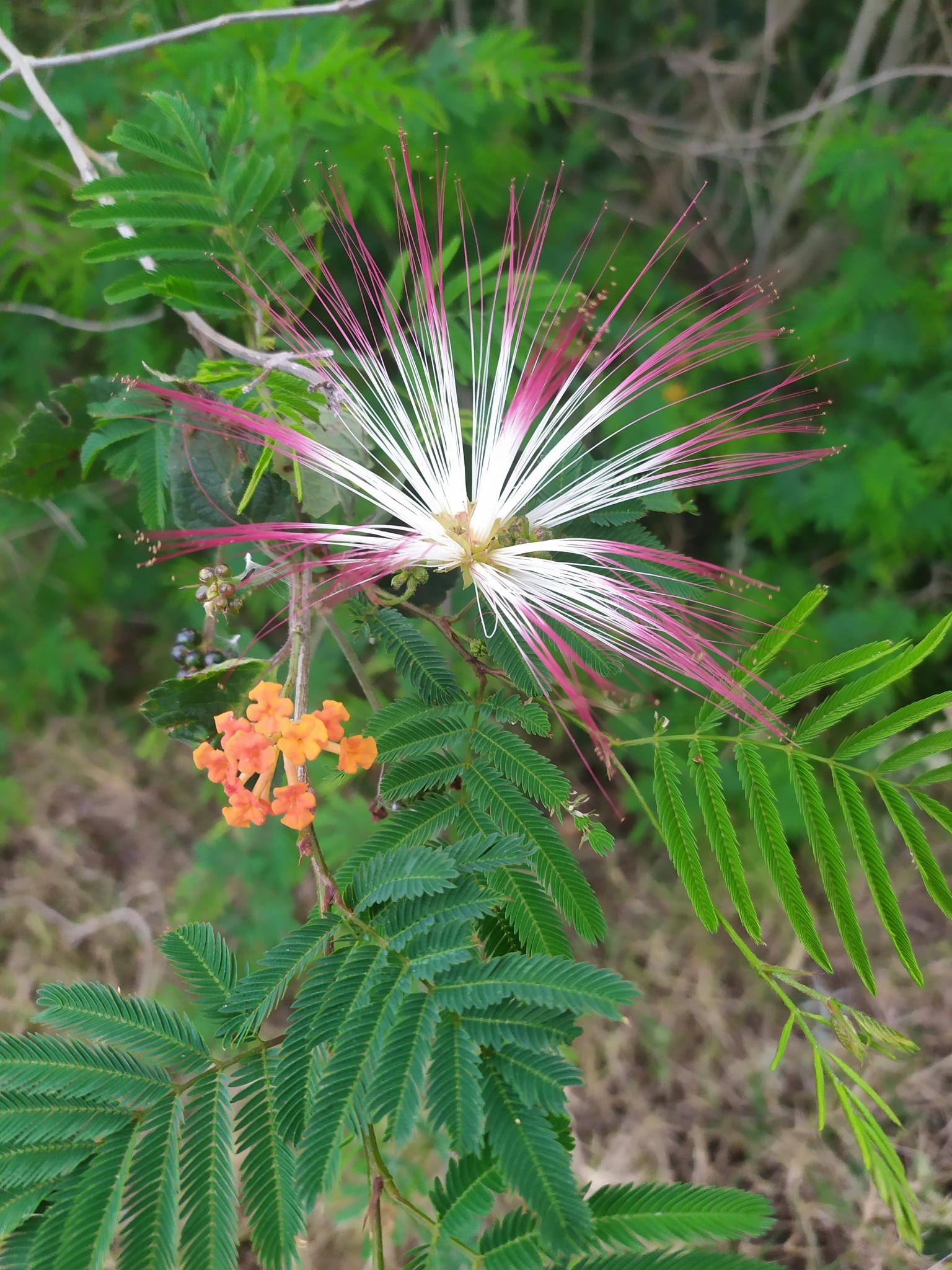
Calliandra parvifolia, vista del follaje, hojas bipinnadas

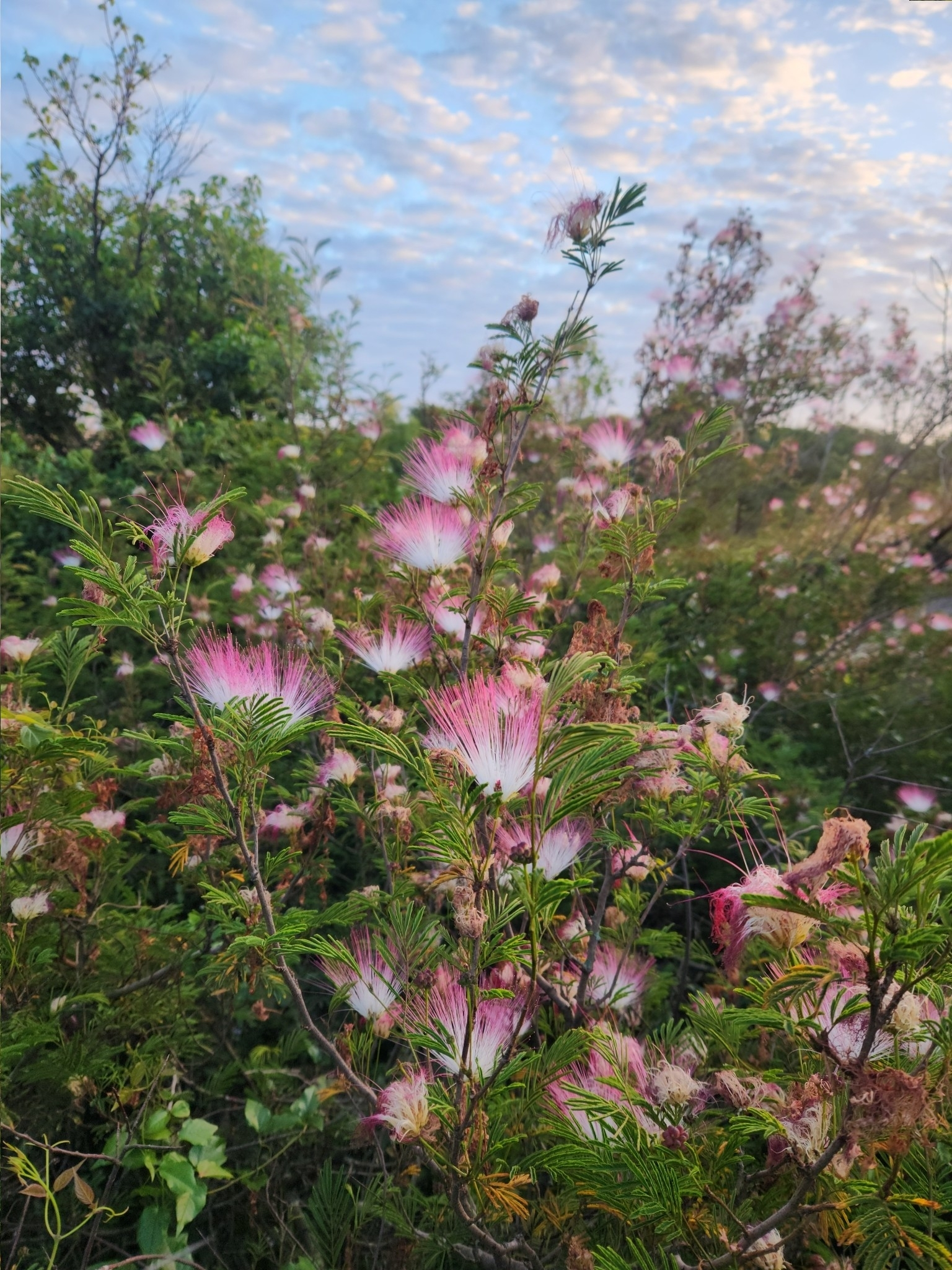
Plumerillo rosado en flor. Uruguay

Calliandra parvifolia (plumerillo rosado)  es una especie de arbusto perteneciente a la familia de las leguminosas (Fabaceae). Es nativo de Brasil, Uruguay, Argentina, Paraguay.

## Descripción
Arbusto inerme, ramificado, cerca de 2-3 m de altura y 8 m de ancho, con ramas delgadas. Follaje de persistente a semipersistente, verdoso claro. Hojas compuestas bipinnadas, alternas, pecíolo de 1 cm, raquis de 3-7 cm de largo,  3-7 pares de pinnas, de 25-35 mm de largo, cada una  tiene 20-35 pares de foliólulos lineales oblongos, de 1 mm d ancho, muy juntos y hasta subimbricados, agudos, glabros o casi. Inflorescencias en glomérulos axilares, solitarios, 5-7 cm de diámetro, sobre pedúnculos pubescentes de 1,5-5 cm de long. Flores en pedicelos de 1-5 mm de largo, cáliz de 2-7 mm de long., acampanado-tubular, estriado, pubescente, con 4-6 dientes triangulares; corola 6-12 mm de largo, infundibuliforme- acampanada, con 4-6 lóbulos. Estambres 2,5-5 cm de longitud,   filamentos blancos. Legumbre oblonga-oblanceolada, de 6-9 x 0,6-0,8 cm, comprimida lateralmente, subleñosa, pubescente; con 2-4 semillas.

## Cultivo
Se desarrolla en  zonas de clima benigno, lugares protegidos de temperaturas excesivas, le perjudica el frío. De crecimiento rápido y vegeta mejor en suelos sueltos. Si se va a usar como ornamental, requiere "poda de formación" para darle la forma que se desea. 

## Taxonomía
Calliandra parvifolia fue descrita por (Hook. & Arn.)  Spreng. y publicado en Revista Argentina de Botánica 1: 193. 1926.
Etimología
Calliandra: nombre genérico derivado del griego kalli = "hermoso" y andros = "masculino", refiriéndose a sus estambres bellamente coloreados.
parvifolia: epíteto latino que deriva de parvus, que significa "pequeño" y folia, que significa "hoja", aludiendo al pequeño tamaño de sus hojas en relación con otras especies del género.
Sinonimia
- Annesleya parvifolia Britton
- Anneslia myriophylla (Benth.) Lindm.
- Anneslia parvifolia Britton
- Calliandra bicolor Benth.
- Calliandra falcifera Ducke
- Calliandra microcalyx Harms
- Calliandra peckoltii Benth.
- Feuillea multifoliata Kuntze
- Feuillea peckoltii Kuntze
- Feuilleea bicolor (Benth.) Kuntze
- Feuilleea multifoliolata Kuntze
- Feuilleea myriophylla (Benth.) Kuntze
- Inga parvifolia Hook. & Arn. basónimo[2]

Nombre común
- Flor de seda, plumerillo rosado.